# Luiz Fernando da Silva
Pour les articles homonymes, voir Silva.
Luiz Fernando da Silva (né le 2 juillet 1971) est un athlète brésilien, spécialiste du lancer de javelot.
Son meilleur lancer est de 79,50 m, record national, réalisé à trois reprises en 2000 et en 2003.